# Oxynoemacheilus bureschi
Oxynoemacheilus bureschi är en fiskart som först beskrevs av Pencho Drensky 1928.  Oxynoemacheilus bureschi ingår i släktet Oxynoemacheilus och familjen grönlingsfiskar. IUCN kategoriserar arten globalt som livskraftig. Inga underarter finns listade i Catalogue of Life.